# 結婚するって本当ですか
「結婚するって本当ですか」（けっこんするってほんとうですか）は、1974年6月1日に発売されたダ・カーポの4枚目のシングル。

## 解説
オリコンチャートにおいてシングル売上枚数は31.2万枚を記録、ダ・カーポにとって最大のヒット曲となった。
当初は「雨上がりの朝」というタイトルだったが、日本コロムビアの伊東肇ディレクターが、作詞の久保田広子にタイトル変更を提案し、「結婚するって本当ですか」に変わった。
ダ・カーポの2人はそれから6年後の1980年に結婚、久保田広子は夫の榊原姓（現・榊原まさとし）となった。

## 収録曲
- 両楽曲共に、作曲：榊原政敏／編曲：木田高介、石川鷹彦

1. 結婚するって本当ですか（2分55秒）
作詞：久保田広子
2. クリーム色の電車に乗って（3分8秒）
作詞：喜多條忠

## カバー
- 森進一 - アルバム『湯けむりの町』収録
- 小野寺昭、水沢有美 - アルバム『ひとりきりの部屋』収録